# Gouffre de la Rasse
Le gouffre de la Rasse (ou gouffre Clerc) est un gouffre découvert en 1994 sur le versant est du Grand Crêt d'Eau. Exploré par le Spéléo Club MJC de Bellegarde, il atteint la cote - 690 m,, ce qui en fait le gouffre le plus profond du massif du Jura (français et suisse).

## Géologie
Le gouffre de la Rasse est particulier au sein du massif jurassien puisqu'il évolue dans le Portlandien jusqu'à - 67 m, en partie dans le Kimmeridgien jusqu'à - 570 m et dans l'Oxfordien pour la zone terminale.
Le gouffre traverse les trois étages du kimmeridgien (supérieur, moyen et inférieur) en rencontrant ponctuellement des calcaires dolomitiques. On rencontre également de nombreux nodules provenant de la fossilisation d'éponges (hexatinellidé).
Un collecteur (la rivière de la Rasse)  avec un débit de 1 l/s à l'étiage est suivi de - 650 m à - 690 m. L'exsurgence supposée est la grotte de la Bourna située sur la commune de Léaz au bord du Rhône au-dessous du Fort l'Écluse.
On note également la présence inexpliquée de dépôts varvés à une forte profondeur (−100 m).

## Protection
Se situant à l'intérieur de la réserve naturelle nationale de la Haute Chaîne du Jura, l'accès au gouffre est soumis à autorisation.
Étant sur une zone sensible pour les gallinacés, les visites ne peuvent se faire qu'en automne.